# Johann Eduard Tomola
Johann Eduard Tomola (též česky Jan Eduard Tomola; 25. prosince 1845 Rousínov – 16. dubna 1907 Brno) byl moravský německojazyčný sochař a kamenický mistr.

## Životopis
Narodil se v Rousínově, vystudoval německé reálné gymnázium v Brně a poté se vyučil v sochařské dílně Adolfa Loose staršího, po vyučení zde pracoval jako vedoucí obchodu a prokurista. Postupně přebíral i složitější zakázky a v roce 1877 se stal spolumajitelem firmy. Po Loosově smrti v roce 1879 dílnu krátce vedl, ale v roce 1880 se osamostatnil a založil si vlastní kamenictví.

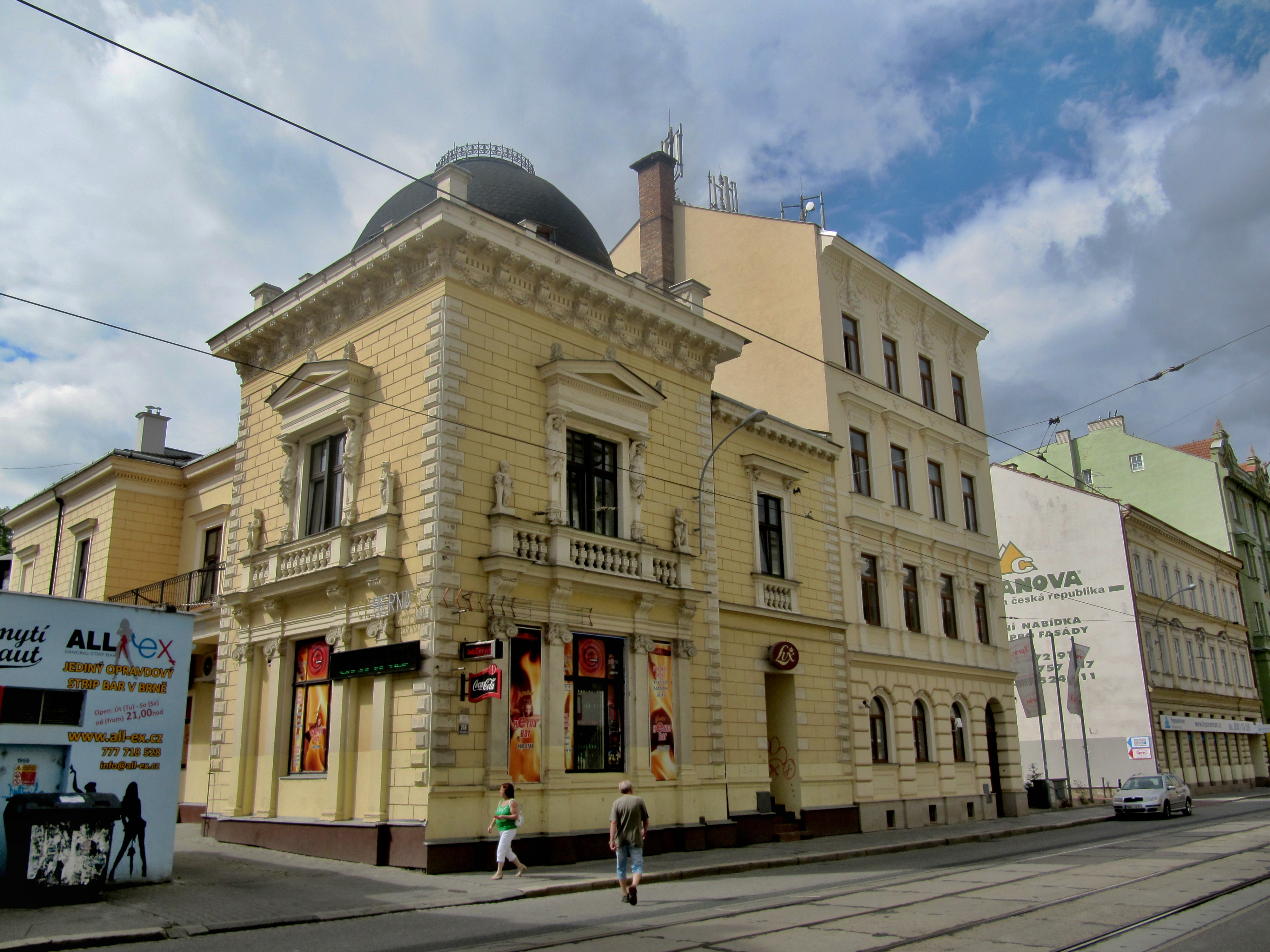
Bývalý Tomolův ateliér

Ateliér měl ve vile na nynější Hybešově ulici č. 21 v Brně.
V roce 1872 se v Novosedlech oženil s Elisabeth Kölbis. V roce 1874 se jim narodila dcera Helene, poprvé provdána za Augusta  Hněvkovského, ředitele První brněnského strojírny, podruhé provdána za Heinricha Storeka. V roce 1875 se manželům Tomolovým narodil syn Adolf. Oběma dětem byl za kmotra Adolf Loos starší.
Byl členem předsednictva moravského Sdružení podnikatelů ve stavebnictví, v letech 1891-1892 místopředsedou umělecké sekce brněnského Moravského průmyslového spolku, v roce 1897 byl jmenován jeho čestným členem. V letech 1905-1906 zasedal v kuratoriu Uměleckoprůmyslového muzea v Brně.
Byl nositelem zlatého řádu Záslužného kříže s korunou a rytířem Řádu Františka Josefa. Dále byl komandérem papežského řádu sv. Řehoře a nositelem pruského Řádu červené orlice
Zemřel 16. dubna 1907 v Brně.

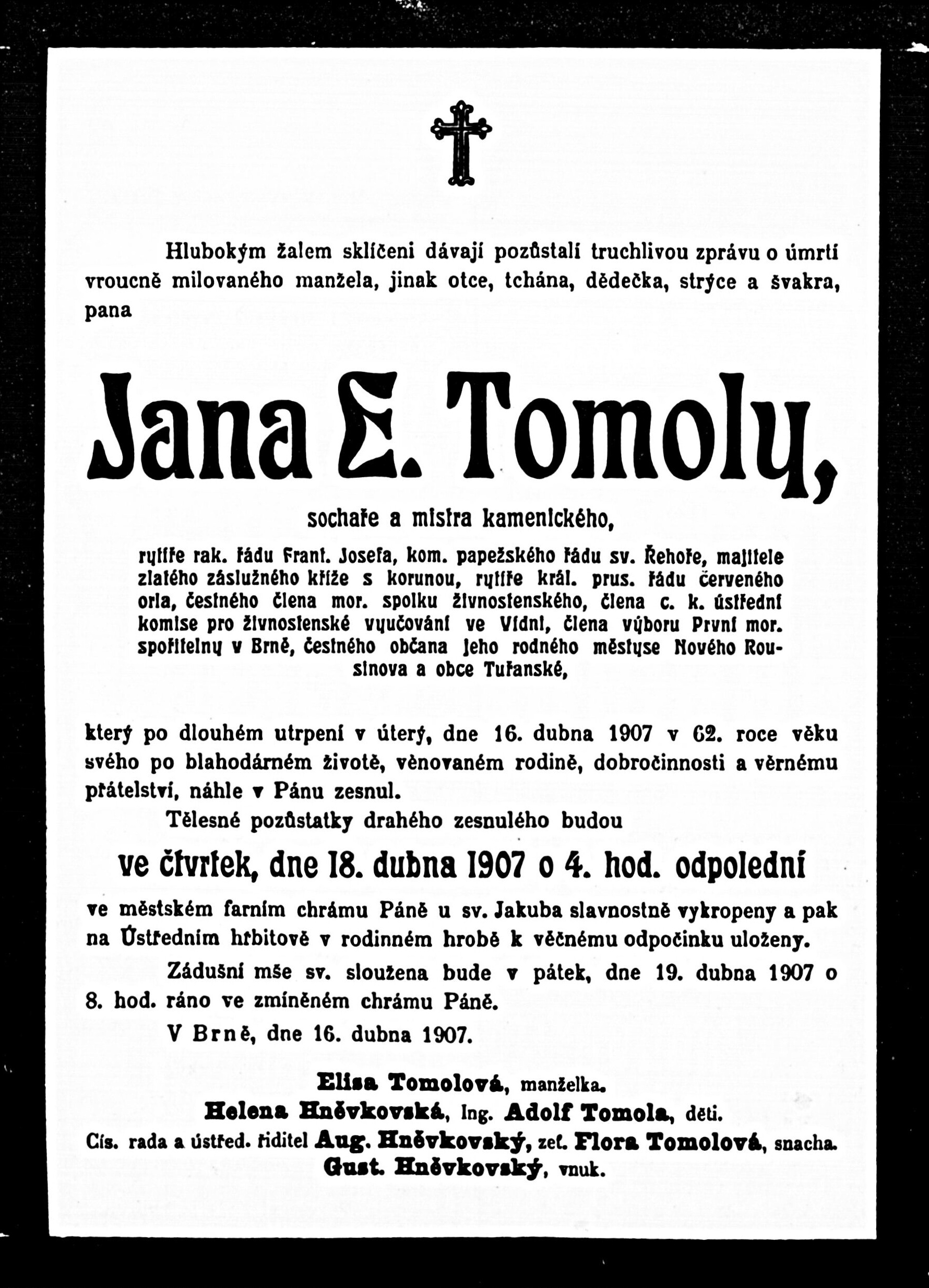
Úmrtní oznámení Jana E. Tomoly v listu Moravská orlice

V dílně J. E. Tomoly se vyučil český sochař Rudolf Březa.

## Významné realizace

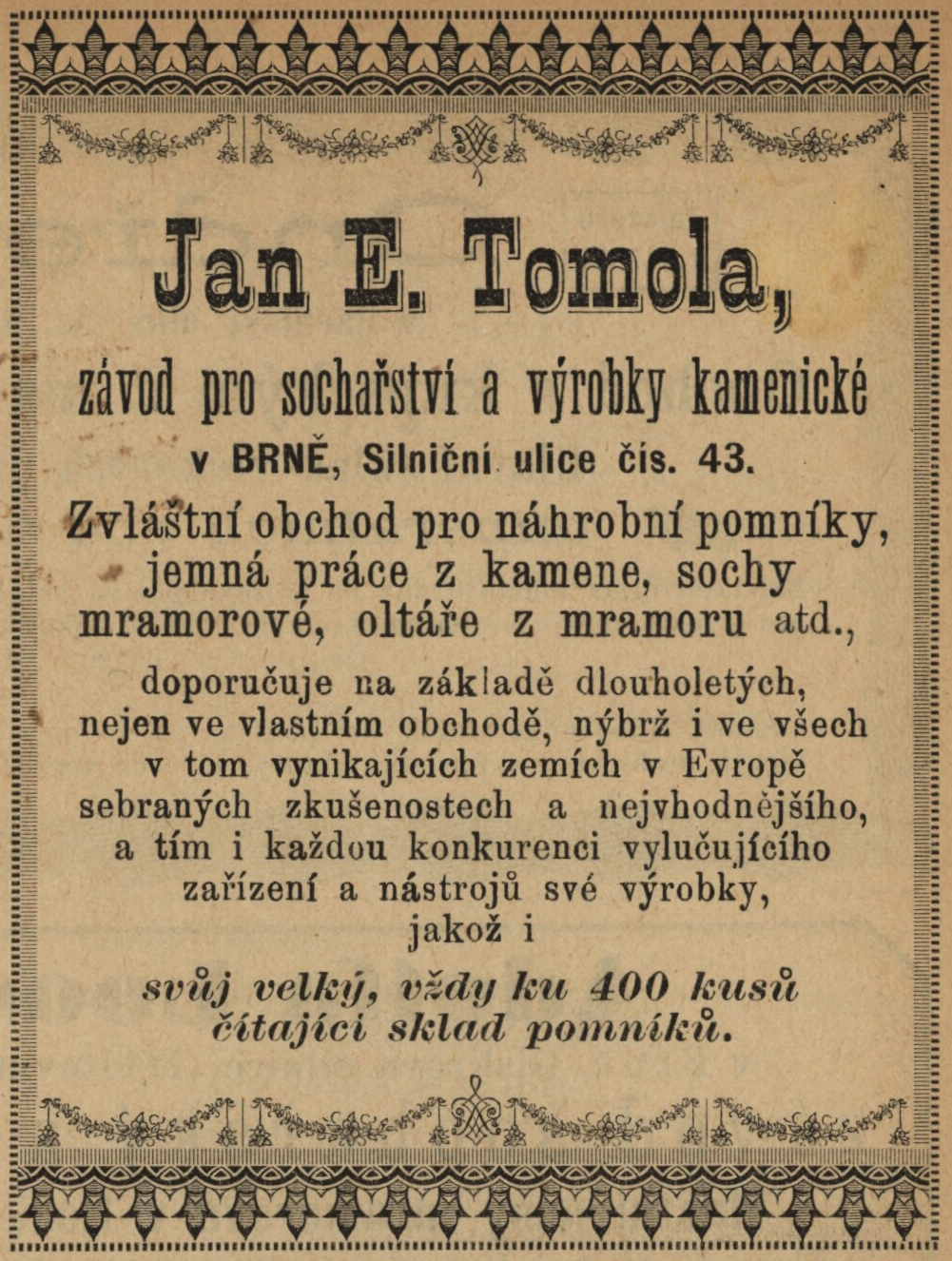
Reklama firmy Jan E. Tomola z roku 1896

Tomola realizoval pomníky, náhrobky, oltáře, boží muka v Brně a okolí, podílel se i na výzdobě veřejných i soukromých budov.
V rámci rekonstrukce kostela sv. Jakuba v letech 1871-1879 realizoval podle návrhu Heinricha Ferstela hlavní oltář kostela.
Společně s Adolfem Loosem st. prováděl v letech 1875-1878 kamenické práce na Zemské sněmovně v Brně.
Po úmrtí významného textilního podnikatele Adolfa Löwa v roce 1883 vyhotovil jeho náhrobek, který je jeden z nejhonosnějších na Ústředním hřbitově.
V roce 1888 zhotovil pomník Friedricha Schillera v parku na Kolišti, v roce 1900 pomník Václava Kosmáka na Ústředním hřbitově v Brně.
V roce 1893 vyhotovil sochu sv. Jana Nepomuckého umístěnou v nynější brněnské městské části Bosonohy.
Mezi lety 1899-1902 opatřil průčelí domu nadace Valentina Gerstbauera na náměstí Svobody čtveřicí monumentálních atlantů podle předlohy vídeňského sochaře Richarda Luksche.
Tomola také v roce 1902 podílel na stavbě pomníku Louise Raduita de Souches na jihovýchodním bastionu Špilberku.

### Galerie významných realizací

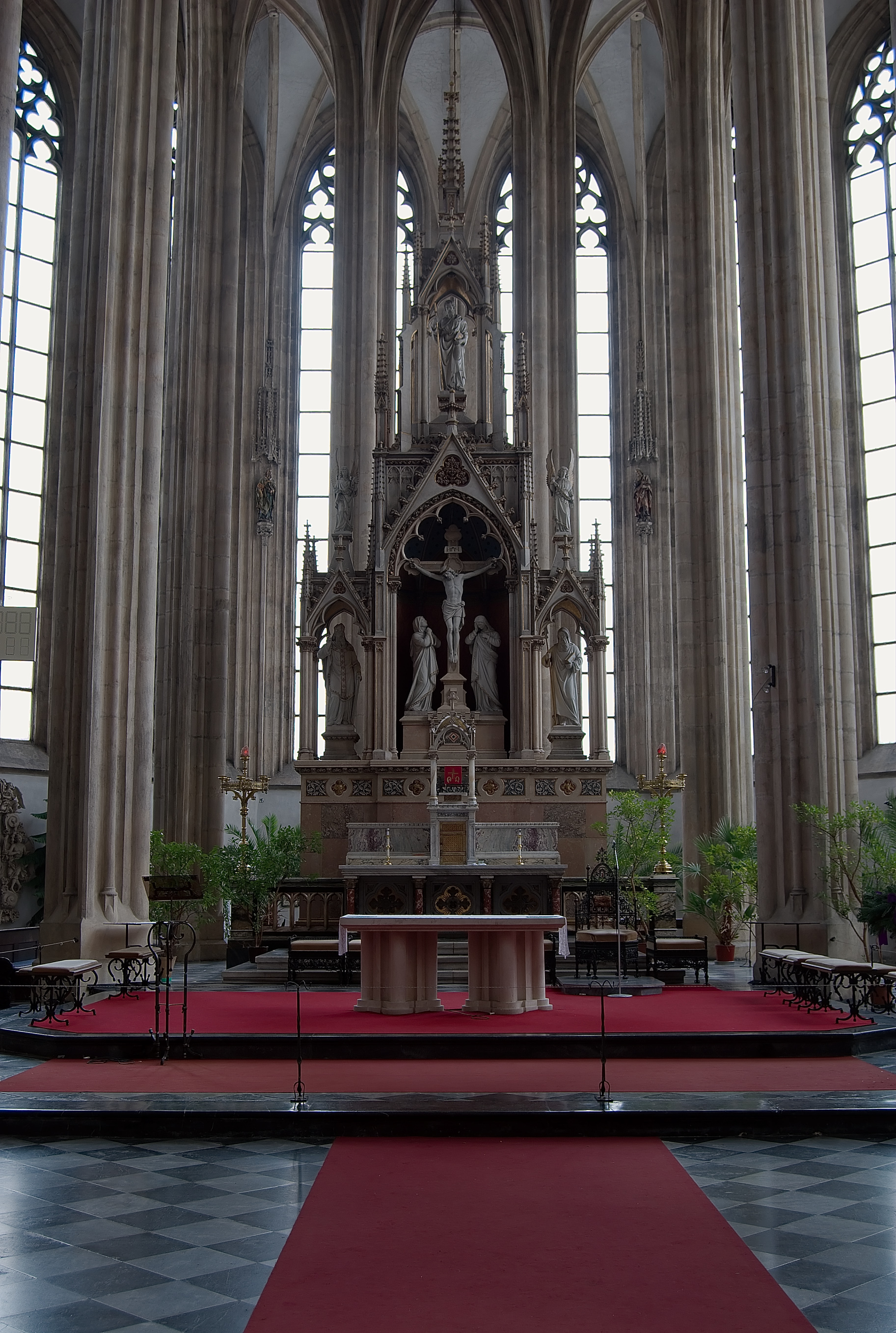
oltář v kostele sv. Jakuba
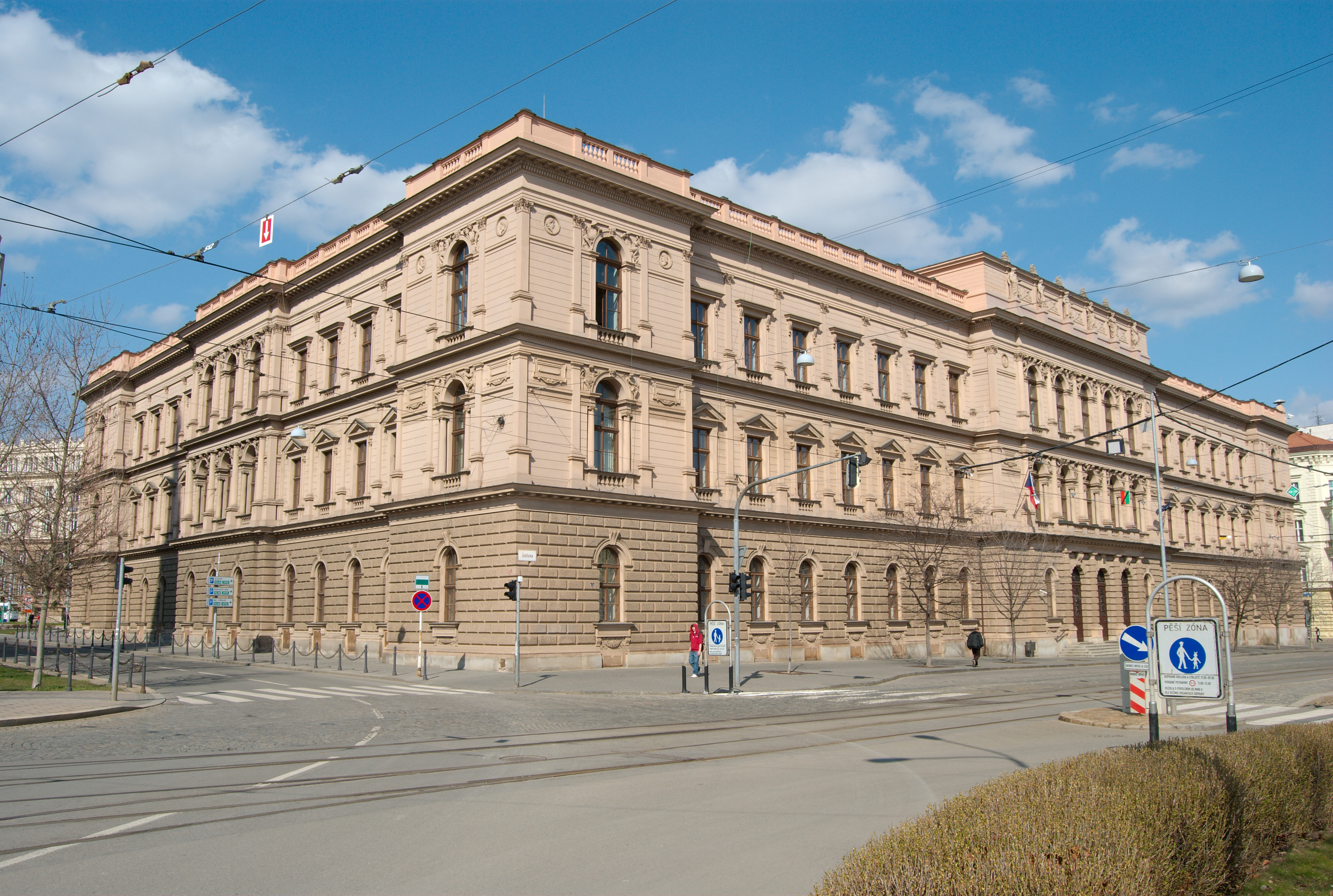
Moravská zemská sněmovna
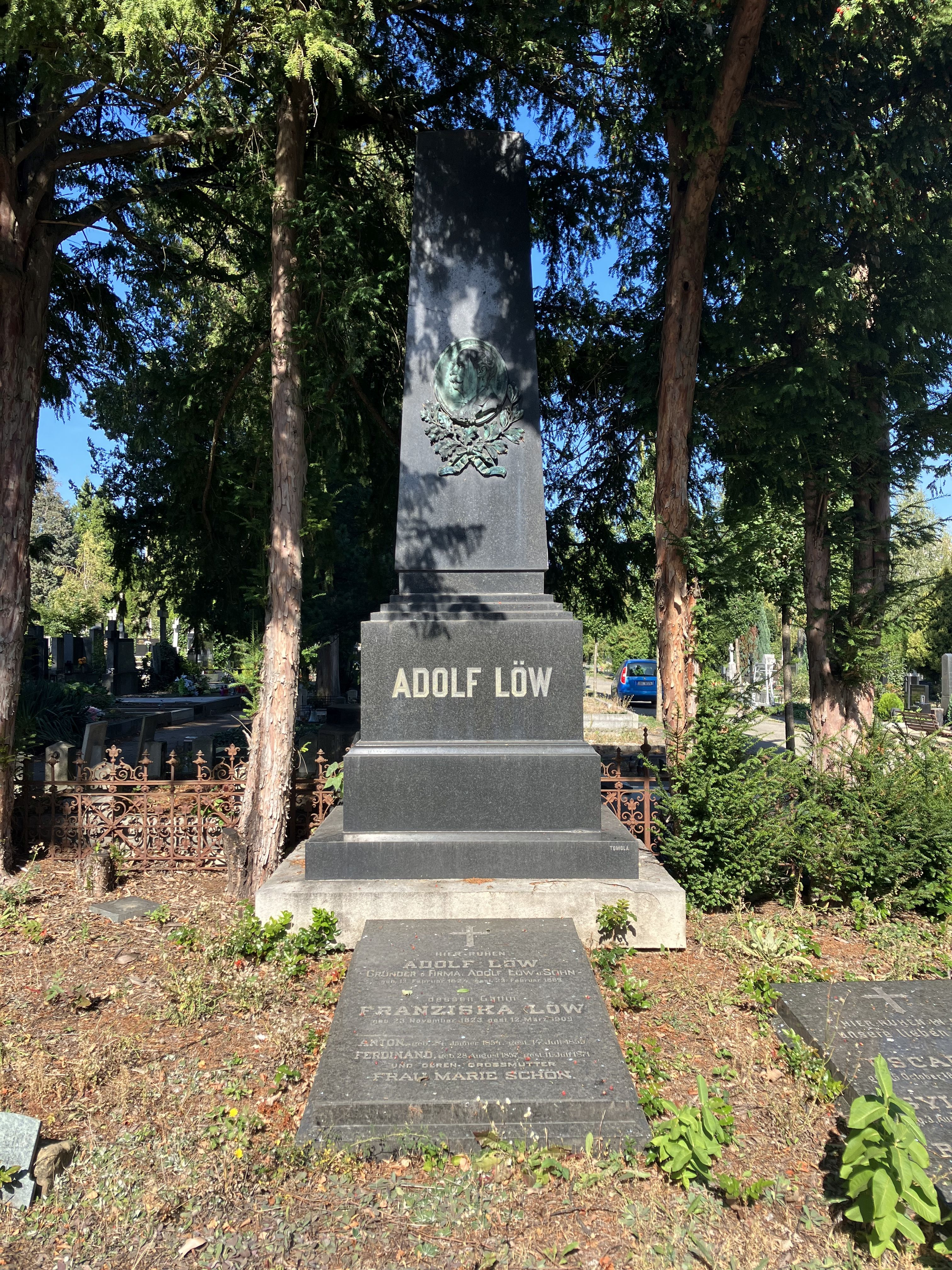
Hrob Adolfa Löwa
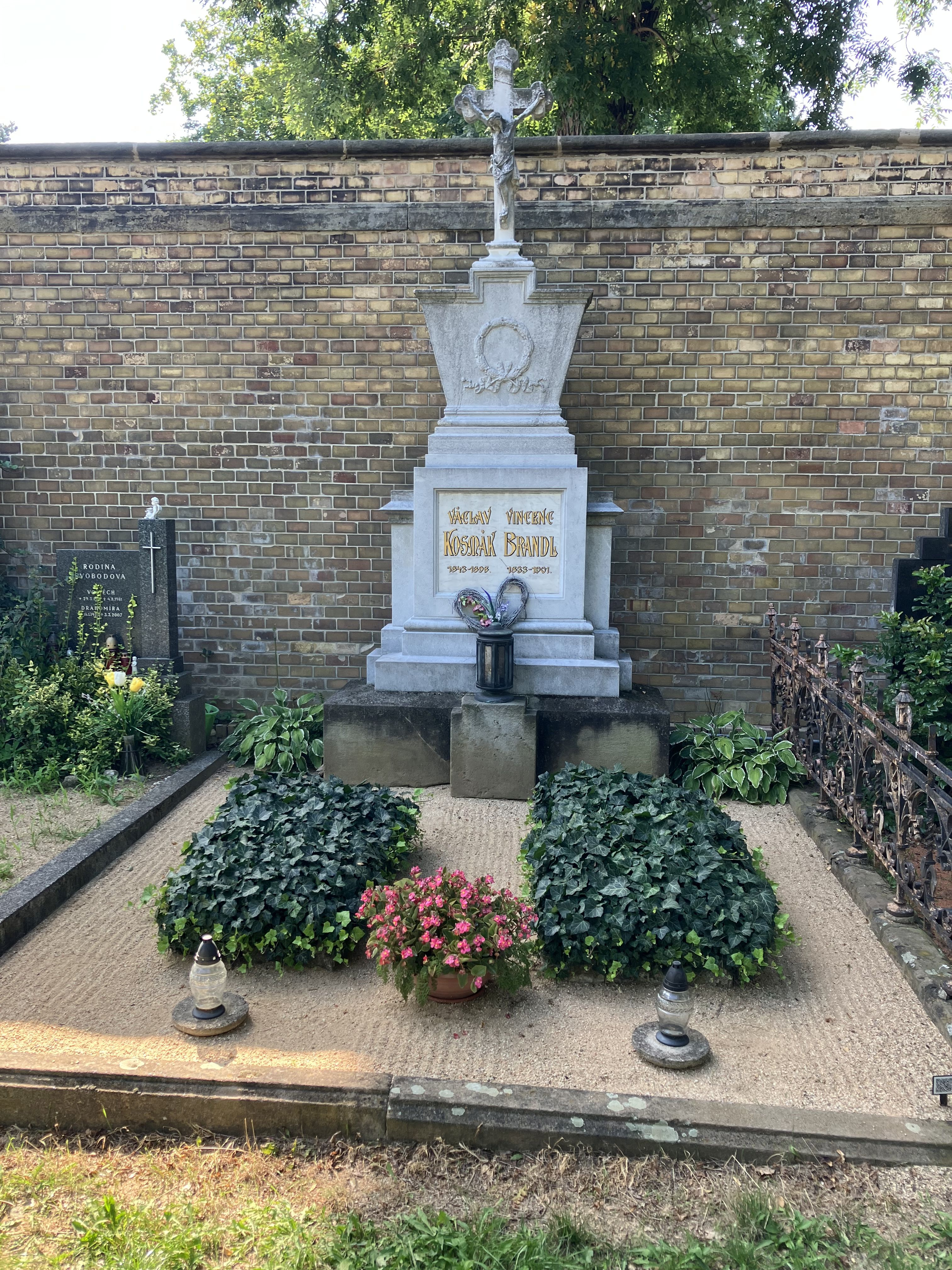
Hrob Václava Kosmáka
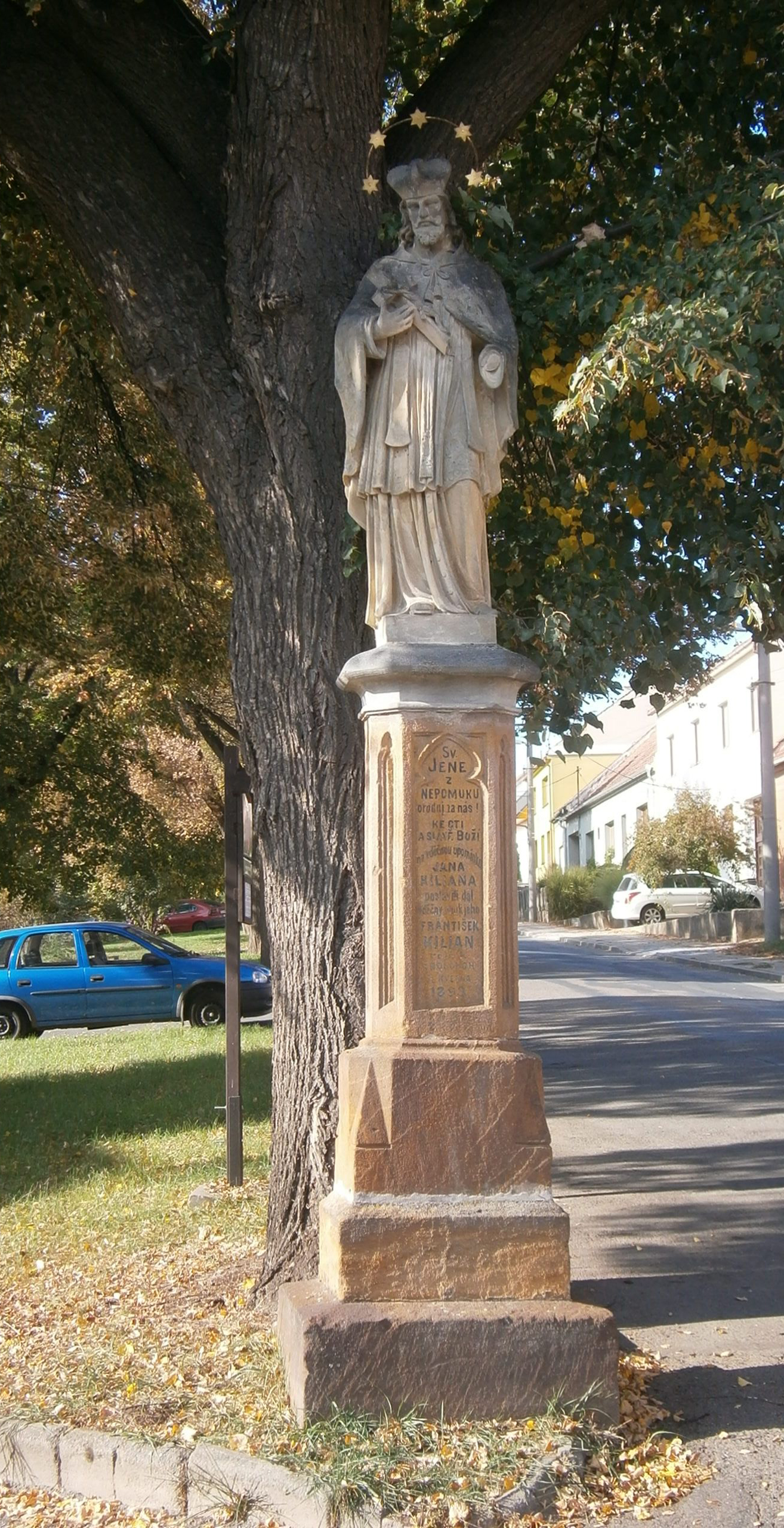
socha sv. Jana Nepomuckého v Bosonohách
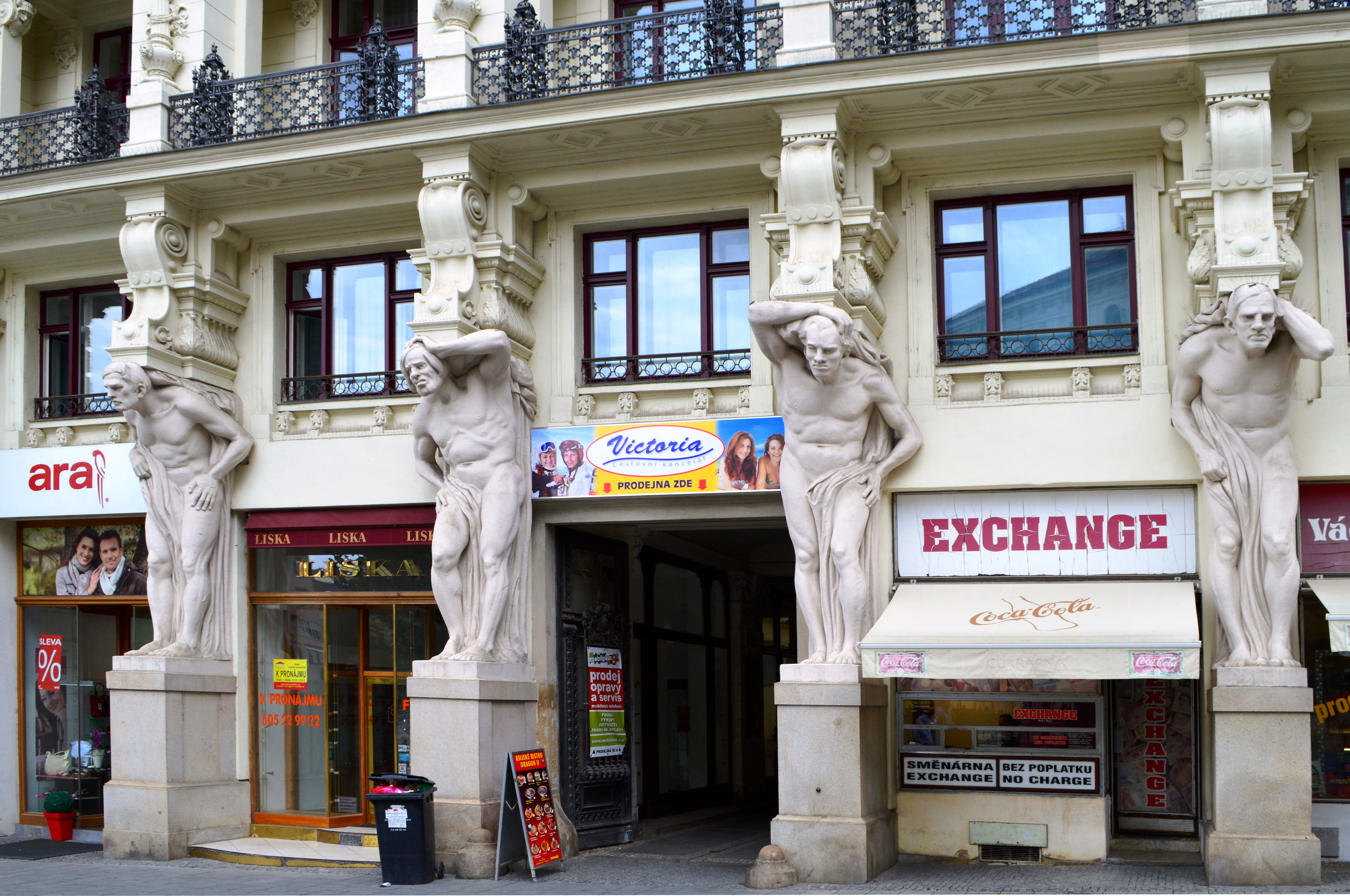
Dům U čtyř mamlasů
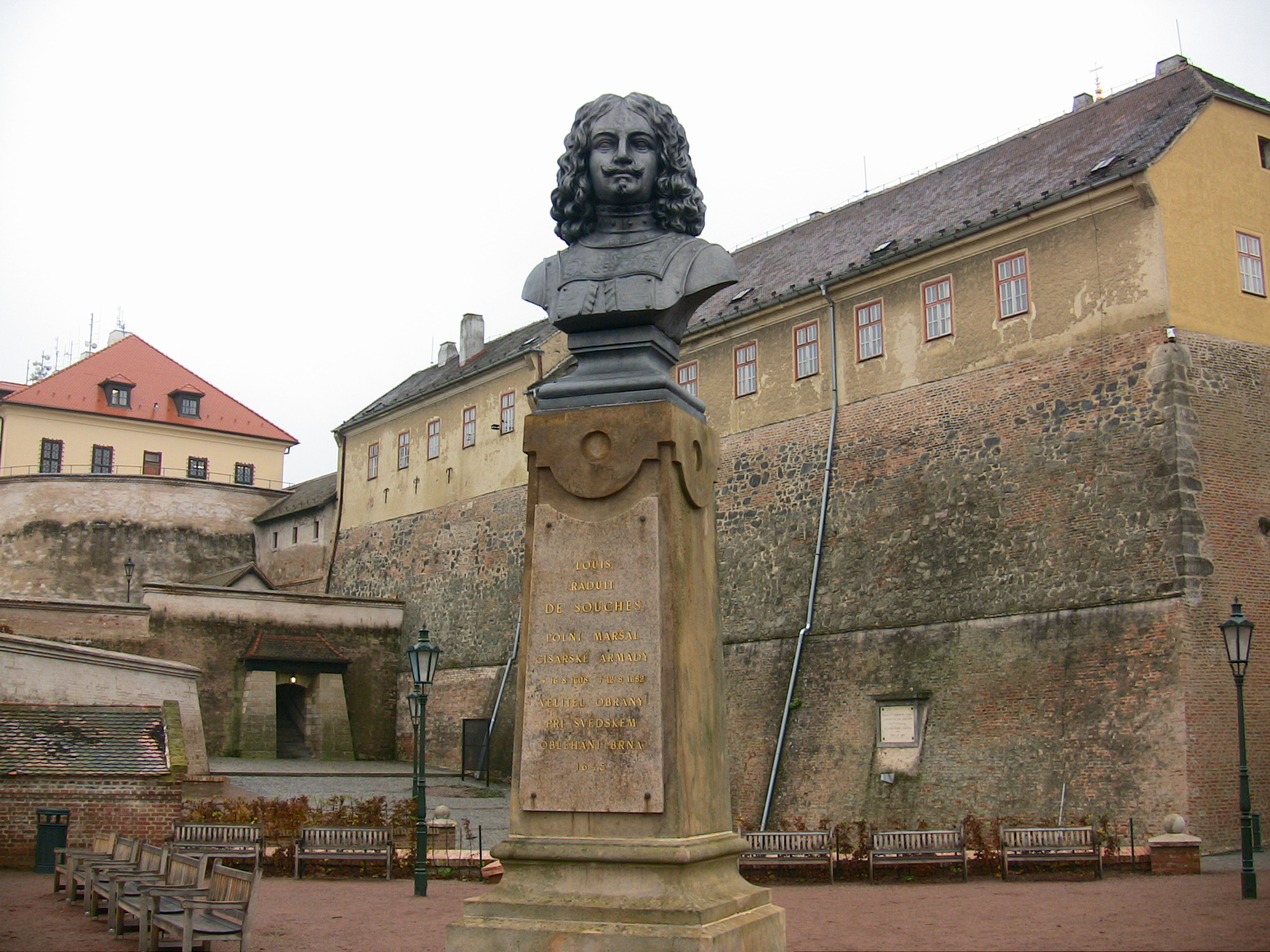
Busta Louise Raduita de Souches